# Гампус Ліндгольм
Гампус Йонатан Ліндгольм (швед. Hampus Jonathan Lindholm; нар. 20 січня 1994, Гельсінборг, Сконе, Швеція) — шведський хокеїст, захисник. Виступає за «Бостон Брюїнс» у Національній хокейній лізі.
Вихованець хокейної школи ІФ «Йонсторпс». Виступав за «Регле» (Енгельгольм), «Норфолк Адміралс» (АХЛ), «Анагайм Дакс».
В чемпіонатах НХЛ — 704 матчі (68+219), у турнірах Кубка Стенлі — 66 матчів (4+17).
У складі юніорської збірної Швеції учасник чемпіонату світу 2012.

## Досягнення
- Чемпіон світу (2018).
- Срібний призер юніорського чемпіонату світу (2012)